# 11. Flak-Division
Die 11. Flak-Division war ein Großverband der Bodentruppen der deutschen Luftwaffe im Zweiten Weltkrieg. Zuständig war die Division bei Aufstellung für die Abwehr von einfliegenden gegnerischen Flugzeugen mittels Flugabwehrgeschützen in Frankreich und später in Schlesien.

## Vorgeschichte

### Höherer Kommandeur der Festungs-Flak-Artillerie III
Am 1. April 1940 wurde im Bereich des bereits besetzten Teils von Nordfrankreich der Führungsstab Höherer Kommandeur der Festungsflak-Artillerie III aufgestellt. Befehlshaber war Generalmajor Helmut Richter. 

### Luftverteidigungs-Kommando 11
Zum 1. Februar 1941 wurde dieser Führungsstab erweitert und erhielt die neue Bezeichnung Luftverteidigungs-Kommando 11. Die Befehlsgewalt verblieb dabei bei Generalmajor Richter. Das Luftverteidigungs-Kommando 11 war mit der Führung der Flakkräfte im westlichen besetzten Frankreich betraut. Welche Einheiten in welchem Operationsgebiet ihr dabei konkret unterstanden, ist bisher für die ersten Monate der Besetzung ungeklärt. 

## 11. Flak-Division
Auch in der am 1. September 1941 durch Umbenennung des Verband gebildeten 11. Flak-Division blieb Generalmajor Richter Befehlshaber der Organisation.

### Südfrankreich 1943
Mit der Verlegung des Divisionsstabes nach Avignon am 15. April 1943 mit einer Zwischenstation in Marseille ist eine erste klare Gliederung der 11. Flak-Division bekannt. 
Sie bestand zu diesem Zeitpunkt aus dem:
- Flak-Regiment 69
- Flak-Regiment 89 in Marseille
- Flak-Regiment 653 in Narbonne

Am 1. November 1943 übernahm der spätere Generalleutnant Erich Kreßmann die Division.
Angesichts der Ereignisse in Frankreich im Sommer 1944 wurde eine Neuaufstellung des Verbands erforderlich.

### Neuaufstellung 1944
Am 8. September 1944 wurde die 11. Flak-Division neu aufgestellt. Der neue Divisionsstab wurde von dem Oberst und späteren Generalmajor Oskar Kraemer aufgestellt. Die Primäraufgabe der Division war die Führung der Flakkräfte im Bereich des Luftgaukommandos VIII im Großraum des oberschlesischen Industriegebiets sowie der späteren Festung Breslau. Der Division unterstanden dabei folgende Regimenter:
- Flak-Regiment 54 als Flakgruppe Oberschlesien-Süd
- Flak-Regiment 106 als Flakgruppe Oberschlesien-West
- Flak-Regiment 107 als Flakgruppe Oberschlesien-Ost
- Flak-Regiment 150 als Flakgruppe Breslau
- Flakscheinwerfer-Regiment 84 als Flakscheinwerfergruppe Oberschlesien

Kurz vor Beginn der sowjetischen Offensive ab Januar 1945 verfügte die 11. Flak-Division über 142 schwere und 16 mittlere und leichte Batterien. Dazu kamen 4 Nebelkompanien. Von diesen lagen 22 schwere Batterien und 2 Nebelkompanien im Raum Auschwitz. 

### Abwehrkampf in Oberschlesien
Schon am 17. Januar 1945 mussten alle halbwegs beweglichen Geschütze der Division zur Panzerabwehr im Erdkampf herangezogen werden. Die ortsfesten Flakgeschütze kämpften noch bis zum 28. Januar 1945 und wurden dann gesprengt. Zuvor wurde die 11. Flak-Division am 26. Januar 1945 der 10. Flak-Division taktisch unterstellt, da diese schon im Erdkampf erprobt war, den Großteil ihrer Flak-Batterien jedoch schon bis Ende Januar an der Oderfront verloren hatte. Am 30. Januar 1945 übergab die 11. Flak-Division alle noch unterstellten Einheiten.

### Raum Fürstenberg-Stettin
Das Divisionskommando wurde nach Frankfurt (Oder) verlegt, um dort unter dem Luftflottenkommando Reich die Führung der Flakkräfte im Raum Fürstenberg-Stettin zu übernehmen. Am 8. Februar 1945 wurden die unterstellten Regimenter abgegeben, die Division dem Luftflottenkommando 6 unterstellt und der Divisionsstab nach Berlin verlegt. 

### Raum Mährisch-Ostrau
Am 12. Februar übernahm der Divisionsstab mit Gefechtsstand in Friedeck die Führung der Flakkräfte im Raum Mährisch-Ostrau (Tschechien) um die dortigen Industriegebiete zu schützen.
Mit der letzten bekannten Gliederung vom 4. April 1945 umfasste die 11. Flak-Division das Flak-Sturmregiment 2, das Flak-Regiment 80 und das Flak-Regiment 153, die zusammen Ende April 1945 noch über 40 schwere und 22 mittlere und leichte Batterien verfügten. 

### Vernichtung
Oskar Kraemer, Divisionskommandeur und inzwischen zum Generalmajor befördert, nahm sich am 11. Mai 1945 das Leben. Über das Schicksal des restlichen Divisionskommandos sowie der drei unterstellten Regimenter bei Kriegsende ist nichts bekannt.